# Halimione portulacoides
Halimione portulacoides é uma espécie de planta com flor pertencente à família Chenopodiaceae. 
A autoridade científica da espécie é (L.) Aellen, tendo sido publicada em Verh. Nat. Ges. Basel 1937-8, xlix. 126 (1938).

## Portugal
Trata-se de uma espécie presente no território português, nomeadamente em Portugal Continental.
Em termos de naturalidade é nativa da região atrás indicada.

## Protecção
Não se encontra protegida por legislação portuguesa ou da Comunidade Europeia.